# LGBT保守主義
LGBT保守主義もしくはLGBTQ保守主義（英語: LGBTQ conservatism）とは、保守主義の性的少数者（セクシュアル・マイノリティ）の人々を指す。

## 歴史
保守的な政治運動とLGBTの社会運動が交差する中で、保守的な政治哲学やイデオロギーを持つ性的少数者の当事者も浮き彫りとなり、組織化したり、保守的な政治運動に参加するようになっていった歴史がある。
イギリスでは1975年にピーター・ウォルター・キャンベルが「Conservative Group for Homosexual Equality 」というLGBT保守派組織が設立された。その後継として「LGBTory」という組織が登場し、2016年にはその組織名は「LGBT+ Conservatives」に変更された。
アメリカ合衆国ではドナルド・トランプへの性的少数者からの支持率は、ヒラリー・クリントンと大統領選挙で対決した2016年はわずか14％だったが、2020年のジョー・バイデンと大統領選挙で対決した時期には28％まで上昇をみせた。関連して、ドナルド・トランプを支持するLGBT団体である「Gays for Trump」も極右勢力の中で活動を展開している。他にも「Log Cabin Republicans」などが、保守主義な性的少数者の組織として知られている。
性的少数者を中心とした保守的な政治活動はアメリカ各地で行われており、参加者の多くは白人のゲイ男性で、LGBTの権利はすでに達成されたと考え、それよりも経済などの問題を優先している。